# 야마자키 다카마사
야마자키 다카마사(일본어: 山﨑 貴雅, 1992년 3월 17일 ~ )는 일본의 전 축구 선수이다.

## 구단 경력
과거 FC 가리야, 미토 홀리호크에서 활동하였다.